# Važec
Važec (in ungherese Vázsec) è un comune della Slovacchia facente parte del distretto di Liptovský Mikuláš, nella regione di Žilina.
Alla località è dedicato l'omonimo asteroide.